# یواس‌سی‌جی‌سی مادرونا (دبلیوال‌بی-۳۰۲)
یواس‌سی‌جی‌سی مادرونا (دبلیوال‌بی-۳۰۲) (به انگلیسی: USCGC Madrona (WLB-302)) یک کشتی بود.